# منى جبر
منى جبر (18 ديسمبر 1938 -)، ممثلة مصرية.

## عن حياتها
هي ابنة اللواء عبد الفتاح جبر وشقيقة الفنانة ناهد جبر، حاصلة على ماجيستير في الأداب وبدأت عملها كمذيعة ومقدمة برامج في التلفزيون حيث دخلت التلفزيون عام 1960، ولمعت كمذيعة وقد التفتت إليها السينما مثلما حدث مع زميلتها المذيعة نجوى إبراهيم، ومن أشهر برامجها «اثنين على الهوا»، كما تولت إدارة قنوات أطفال عربية، اعتزلت السينما في أوائل التسعينيات جاءتها فرصة البطولة وأداء شخصية الفتاة الرومانسية. لمعت في فيلم الحفيد وقدمت برنامج فن الباليه في فتره الثمنينات على التلفزيون المصري وكانت زوجه لفنان الباليه عبد المنعم كامل ثم تزوجت المخرج هاني لاشين.

## أعمالها

### الأفلام
- 1973: السكرية
- 1974: الأبطال
- 1975: النداهة
- 1975: الحفيد
- 1975: الحب تحت المطر
- 1976: سهم الله
- 1976: صانع النجوم
- 1976: رحلة الأيام
- 1978: وراء الشمس
- 1979: خطيئة ملاك
- 1979: خدعتني امرأة
- 1979: الملاعين
- 1979: ابن مين في المجتمع
- 1981: أنياب
- 1981: الرحمة يا ناس
- 1985: عندما يأتي المساء

### المسلسلات
- 1976: هروب
- 1976: النمس
- 1977: الجريمة
- 1978: عالم غريب
- 1980: صيام صيام
- 1980: بلا خطيئة
- 1981: محمد رسول الله (ج2)
- 1981: أبلة منيرة
- 1983: نور الإسلام
- 1983: الحرملك
- 1986: زوجات صغيرات
- 1986: أولاد آدم
- 1986: الحب وأشياء أخرى
- 1987: الجلياط
- 1987: الباقي من الزمن ساعة
- 1988: أبدا لن أنساه

### المسرحيات
- 1975: الدنيا مزيكا
- 1979: الثعلب

## روابط خارجية
- منى جبر على موقع الدهليز
- منى جبر على موقع قاعدة بيانات الأفلام العربية